# خبر (إعلام)

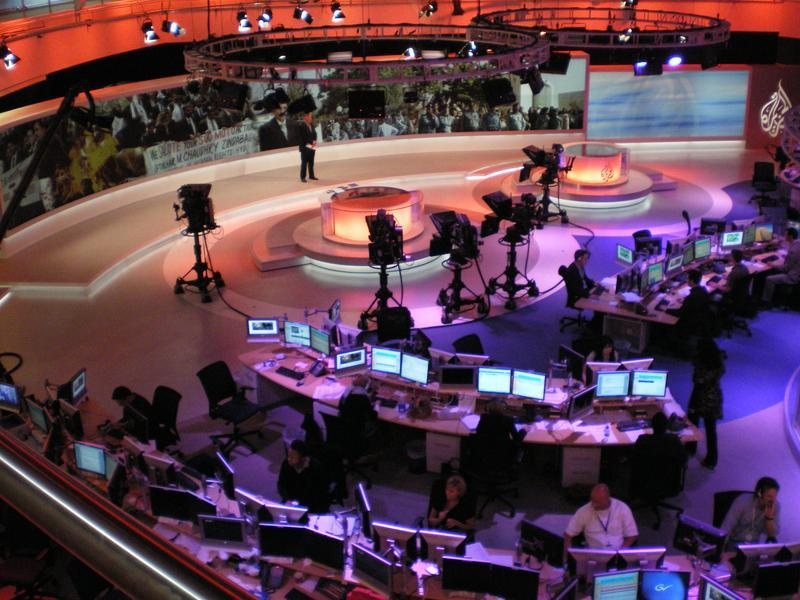

الأخبار هي معلومات عن الأحداث الجارية أو التي جرت بحيث يتم معرفتها من خلال الطباعة، البث التلفزيوني، الإنترنت، أو شهود العيان.

## الأنواع

### الأخبار السياسية
تذاع هذه الأخبار في التلفاز أو المذياع إما تكون هذه الأخبار محلية لدولة ما أو العالمية (الدولية).

### الأخبار الاقتصادية
الأخبار الاقتصادية عبارة عن سوق العملات و بيع وشراء الذهب و البترول .

### الأخبار الرياضية
مثل اخبار كرة القدم و كرة السلة و غيرها.

## الصحف
جريدة إلكترونية أو الورقية هي إصدار يحتوي علي أخبار ومعلومات وإعلانات، وعادة ما تطبع علي ورق زهيد الثمن. يمكن أن تكون الصحيفة صحيفة عامة أو متخصصة، وقد تصدر يوميا أو أسبوعيا.